# Mirage Studios
Mirage Studios é uma empresa estadunidense de quadrinhos fundada em 1983 por Kevin Eastman e Peter Laird em Dover, Nova Hampshire, e atualmente com sede em Northampton, Massachusetts. Eles são mais conhecidos pela série de quadrinhos Tartarugas Ninja e a subsequente franquia que ela gerou.

## Títulos publicados
Mirage Studios produziu muitos títulos, embora a maioria não tenha permanecido em publicação por mais do que algumas edições. Comics publicados incluem:
- Bade Biker e Orson por Jim Lawson
- Barrabás de Dan Vado e Gino Atanasio
- Bioneers por AC Farley
- Commandosaurs por Peter Laird
- Dino Island por Jim Lawson
- Fugitoid de Kevin Eastman e Peter Laird
- Gizmo por Michael Dooney
- Gobbledygook de vários artistas
- Grunts de vários artistas
- Gutwallow de Dan Berger
- Hallowieners: invasão dos cachorros-quentes de Halloween por Ryan Brown
- Hero Sandwich
- Melting Pot de Kevin Eastman e Eric Talbot
- Mirage Mini-Comics
- Paleo de Jim Lawson
- Planet Racers de Peter Laird e Jim Lawson
- Plastron Cafe de vários artistas
- Prime Slime Tails
- The Puma Blues de Stephen Murphy e Michael Zulli
- Rockola por Ryan Brown
- Stupid Heroes de Peter Laird
- Teenage Mutant Ninja Turtles e títulos relacionados de Kevin Eastman e de Peter Laird
- Usagi Yojimbo (volume 2) e títulos relacionados de Stan Sakai
- Wild West COW-Boys de Moo Mesa por Ryan Brown
- Xenotech por Michael Dooney